# Lista de xoguns
Lista de xoguns que governaram o Japão, enquanto líderes militares supremos, desde a instauração do período Asuka, em 709, até ao termo do Xogunato Tokugawa, em 1868.

## Período Asuka–Período Heian(709–1184)
| # | Imagem | Nome (Nascimento-Morte)           | Xogum desde | Xogum até |
| - | ------ | --------------------------------- | ----------- | --------- |
| 1 |        | Kose no Maro (?–?)                | 709         | 709       |
| 2 |        | Tajinohi no Agatamori (?–?)       | 720         | 721       |
| 3 |        | Ōtomo no Yakamochi (c. 718–785)   | 784         | 785       |
| 4 |        | Ki no Kosami (?–?)                | 788         | 789       |
| 5 |        | Ōtomo no Otomaro (731–809)        | 793         | 794       |
| 6 |        | Sakanoue no Tamuramaro (758–811)  | 797         | 808       |
| 7 |        | Funya no Waramaro (765–823)       | 811         | 816       |
| 8 |        | Fujiwara no Tadabumi (873–947)    | 940         | 940       |
| 9 |        | Minamoto no Yoshinaka (1154–1184) | 1184        | 1184      |

## Xogunato Kamakura(1192–1333)
| # | Imagem | Nome (Nascimento-Morte)          | Xogum desde | Xogum até |
| - | ------ | -------------------------------- | ----------- | --------- |
| 1 |        | Minamoto no Yoritomo (1147–1199) | 1192        | 1199      |
| 2 |        | Minamoto no Yoriie (1182–1204)   | 1202        | 1203      |
| 3 |        | Minamoto no Sanetomo (1192–1219) | 1203        | 1219      |
| 4 |        | Kujō Yoritsune (1218–1256)       | 1226        | 1244      |
| 5 |        | Kujō Yoritsugu (1239–1256)       | 1244        | 1252      |
| 6 |        | Príncipe Munetaka (1242–1274)    | 1252        | 1266      |
| 7 |        | Príncipe Koreyasu (1264–1326)    | 1266        | 1289      |
| 8 |        | Príncipe Hisaaki (1276–1328)     | 1289        | 1308      |
| 9 |        | Príncipe Morikuni (1301–1333)    | 1308        | 1333      |

## Restauração Kenmu(1333–1336)
| # | Imagem | Nome (Nascimento-Morte)            | Xogum desde | Xogum até |
| - | ------ | ---------------------------------- | ----------- | --------- |
| 1 |        | Príncipe Moriyoshi (1308–1335)     | 1333        | 1333      |
| 2 |        | Príncipe Narinaga (1326–1338/1344) | 1335        | 1336      |

## Xogunato Ashikaga(1336–1573)
| #  | Imagem | Nome (Nascimento-Morte)         | Xogum desde | Xogum até |
| -- | ------ | ------------------------------- | ----------- | --------- |
| 1  |        | Ashikaga Takauji (1305–1358)    | 1338        | 1358      |
| 2  |        | Ashikaga Yoshiakira (1330–1367) | 1358        | 1367      |
| 3  |        | Ashikaga Yoshimitsu (1358–1408) | 1368        | 1394      |
| 4  |        | Ashikaga Yoshimochi (1386–1428) | 1394        | 1423      |
| 5  |        | Ashikaga Yoshikazu (1407–1425)  | 1423        | 1425      |
| 6  |        | Ashikaga Yoshinori (1394–1441)  | 1429        | 1441      |
| 7  |        | Ashikaga Yoshikatsu (1434–1443) | 1442        | 1443      |
| 8  |        | Ashikaga Yoshimasa (1436–1490)  | 1449        | 1473      |
| 9  |        | Ashikaga Yoshihisa (1465–1489)  | 1473        | 1489      |
| 10 |        | Ashikaga Yoshitane (1466–1523)  | 1490        | 1493      |
| 11 |        | Ashikaga Yoshizumi (1481–1511)  | 1494        | 1508      |
| 12 |        | Ashikaga Yoshitane (1466–1523)  | 1508        | 1521      |
| 13 |        | Ashikaga Yoshiharu (1511–1550)  | 1521        | 1546      |
| 14 |        | Ashikaga Yoshiteru (1536–1565)  | 1546        | 1565      |
| 15 |        | Ashikaga Yoshihide (1538–1568)  | 1568        | 1568      |
| 16 |        | Ashikaga Yoshiaki (1537–1597)   | 1568        | 1573      |

## Xogunato Tokugawa(1603–1868)
| #  | Imagem | Nome (Nascimento-Morte)         | Xogum desde | Xogum até |
| -- | ------ | ------------------------------- | ----------- | --------- |
| 1  |        | Tokugawa Ieyasu (1543–1616)     | 1603        | 1605      |
| 2  |        | Tokugawa Hidetada (1579–1632)   | 1605        | 1623      |
| 3  |        | Tokugawa Iemitsu (1604–1651)    | 1623        | 1651      |
| 4  |        | Tokugawa Ietsuna (1641–1680)    | 1651        | 1680      |
| 5  |        | Tokugawa Tsunayoshi (1646–1709) | 1680        | 1709      |
| 6  |        | Tokugawa Ienobu (1662–1712)     | 1709        | 1712      |
| 7  |        | Tokugawa Ietsugu (1709–1716)    | 1713        | 1716      |
| 8  |        | Tokugawa Yoshimune (1684–1751)  | 1716        | 1745      |
| 9  |        | Tokugawa Ieshige (1712–1761)    | 1745        | 1760      |
| 10 |        | Tokugawa Ieharu (1737–1786)     | 1760        | 1786      |
| 11 |        | Tokugawa Ienari (1773–1841)     | 1787        | 1837      |
| 12 |        | Tokugawa Ieyoshi (1793–1853)    | 1837        | 1853      |
| 13 |        | Tokugawa Iesada (1824–1858)     | 1853        | 1858      |
| 14 |        | Tokugawa Iemochi (1846–1866)    | 1858        | 1866      |
| 15 |        | Tokugawa Yoshinobu (1837–1913)  | 1866        | 1867      |

## Chefes pós-xogunato doclã Tokugawa(1868–presente)
- 1. Tokugawa Iesato (1863–1940) (Chefe do clã 1868–1940)
- 2. Tokugawa Iemasa (1884–1963) (Chefe do clã 1940–1963)
- 3. Tokugawa Tsunenari (1940–presente) (Chefe do clã 1963–presente)